# 2. 분데스리가
2. 분데스리가(2. Bundesliga)는 독일 축구의 2부 리그이다. 분데스리가의 하부 리그이며 총 18개 팀이 참가한다.

## 역사
1974년에 분데스리가의 2부 리그가 도입되었다. 북부와 남부의 2개의 리그에 소속된 40개의 클럽들이 분데스리가로 승격되기 위하여 경쟁을 하였다. 1981년에는 20개 클럽의 단일리그가 도입되었다. 1990년 동서독의 통일을 계기로 1991/92 시즌부터는 동독의 클럽들도 참가하기 시작하였다. 1992/93 시즌에는 24개의 클럽이 소속되어 있었지만 1994/95 시즌부터는 18개의 클럽이 소속되어 있다.
2004/05 시즌 동안, 2 분데스리가와 레기오날리가 경기에서 로베르트 호이처 심판이 승부 조작에 가담하였다는 사실이 발각되었고 결국 LR 알렌과 SV 바커 부르크하우젠이 재경기를 치르게 되었다.

## 방식
1, 2위팀은 다음 시즌 분데스리가로 승격하며, 3위팀은 분데스리가의 16위팀과 승강 플레이오프를 벌여 승격이나 잔류가 결정된다.
반면에 17, 18위팀은 3. 리가로 강등되며, 16위팀은 3. 리가의 3위팀과 승강 플레이오프를 벌여 강등이나 잔류가 결정된다.

## 선수 제한
2006-07 시즌부터 논EU 선수들에 대한 제한은 없어졌다. 대신 각 구단들은 독일 클럽의 유소년 시스템을 거쳐 올라온 8명의 선수들을 반드시 선수단에 포함시켜야 하며, 그 중 4명은 구단의 자체 유소년 시스템에서 배출한 선수여야 한다. 교체 선수 명단에는 9명까지 올릴 수 있으며, 그 중 4명까지 교체가 허용된다.

## 참가팀
| 구단명                 | 연고지               | 홈구장                       | 수용인원 |
| ---------------------- | -------------------- | ---------------------------- | -------- |
| 뉘른베르크             | 뉘른베르크           | 막스 모를로크 슈타디온       | 49,923   |
| 다름슈타트             | 다름슈타트           | 메르크슈타디온 암 뵐렌팔토어 | 17,810   |
| 포르투나 뒤셀도르프    | 뒤셀도르프           | 메르쿠어 슈필 아레나         | 54,600   |
| 마그데부르크           | 마그데부르크         | MDCC 아레나                  | 27,500   |
| 브라운슈바이크         | 브라운슈바이크       | 아인트라흐트슈타디온         | 23,325   |
| 샬케 04                | 겔젠키르헨           | 펠틴스 아레나                | 62,271   |
| 얀 레겐스부르크        | 레겐스부르크         | 얀슈타디온 레겐스부르크      | 15,210   |
| 엘페르스베르크         | 슈피젠엘페르스베르크 | 우르자파름 아레나            | 10,000   |
| 울름 1846              | 울름                 | 도나우슈타디온               | 19,500   |
| 1. FC 카이저슬라우테른 | 카이저슬라우테른     | 프리츠 발터 슈타디온         | 49,780   |
| 카를스루어 SC          | 카를스루에           | BB방크 빌드파르크            | 29,699   |
| 쾰른                   | 쾰른                 | 라인에네르기슈타디온         | 50,000   |
| SC 파더보른            | 파더보른             | 벤텔러 슈타디온              | 15,000   |
| 그로이터 퓌르트        | 퓌르트               | 슈포르트파르크 론호프        | 16,626   |
| 프로이센 뮌스터        | 뮌스터               | 프로이센슈타디온             | 12,754   |
| 하노버 96              | 하노버               | 하인츠 본 하이덴 아레나      | 49,000   |
| 함부르크 SV            | 함부르크             | 폴크스파르크슈타디온         | 57,000   |
| 헤르타 BSC             | 베를린               | 올림피아슈타디온 베를린      | 74.475   |

## 역대 우승팀
| 시즌    | 우승                   | 준우승                      |
| ------- | ---------------------- | --------------------------- |
| 1974–75 | 하노버 96              | 위르딩겐                    |
| 1975–76 | 테니스 보루시아 베를린 | 보루시아 도르트문트         |
| 1976–77 | 장크트파울리           | 아르미니아 빌레펠트         |
| 1977–78 | 아르미니아 빌레펠트    | 로트바이스 에센             |
| 1978–79 | 바이어 레버쿠젠        | 위르딩겐                    |
| 1979–80 | 아르미니아 빌레펠트    | 로트바이스 에센             |
| 1980–81 | 베르더 브레멘          | 아인트라흐트 브라운슈바이크 |

| 시즌    | 우승             | 준우승           |
| ------- | ---------------- | ---------------- |
| 1974–75 | 카를스루어 SC    | 피르마젠스       |
| 1975–76 | 자르브뤼켄       | 1. FC 뉘른베르크 |
| 1976–77 | VfB 슈투트가르트 | 1860 뮌헨        |
| 1977–78 | 다름슈타트       | 1. FC 뉘른베르크 |
| 1978–79 | 1860 뮌헨        | 바이로이트       |
| 1979–80 | 1. FC 뉘른베르크 | 카를스루어 SC    |
| 1980–81 | 다름슈타트       | 키커스 오펜바흐  |

### 2. 분데스리가
| 시즌    | 우승                | 준우승          | 3위                 |
| ------- | ------------------- | --------------- | ------------------- |
| 1981–82 | 샬케 04             | 헤르타 BSC      | 키커스 오펜바흐     |
| 1982–83 | 발트호프 만하임     | 키커스 오펜바흐 | 위르딩겐            |
| 1983–84 | 카를스루어          | 샬케 04         | 뒤스부르크          |
| 1984–85 | 1. FC 뉘른베르크    | 하노버 96       | 자르브뤼켄          |
| 1985–86 | 홈부르크            | BW 베를린       | 포르투나 쾰른       |
| 1986–87 | 하노버 96           | 카를스루어      | 장크트파울리        |
| 1987–88 | 슈투트가르트 키커스 | 장크트파울리    | 다름슈타트          |
| 1988–89 | 포르투나 뒤셀도르프 | 홈부르크        | 자르브뤼켄          |
| 1989–90 | 헤르타 BSC          | 바텐샤이트      | 자르브뤼켄          |
| 1990–91 | 샬케 04             | 뒤스부르크      | 슈투트가르트 키커스 |

| 시즌    | 우승     | 준우승     |
| ------- | -------- | ---------- |
| 1991–92 | 위르딩겐 | 올덴부르크 |

| 시즌    | 우승       | 준우승          |
| ------- | ---------- | --------------- |
| 1991–92 | 자르브뤼켄 | 발트호프 만하임 |

| 시즌      | 우승                      | 준우승                      | 3위                       |
| --------- | ------------------------- | --------------------------- | ------------------------- |
| 1992–93   | SC 프라이부르크           | 뒤스부르크                  | VfB 라이프치히            |
| 1993–94   | 보훔                      | 위르딩겐                    | 1860 뮌헨                 |
| 1994–95   | 한자 로스토크             | 장크트파울리                | 포르투나 뒤셀도르프       |
| 1995–96   | 보훔                      | 아르미니아 빌레펠트         | 뒤스부르크                |
| 1996–97   | 카이저슬라우테른          | 볼프스부르크                | 헤르타 BSC                |
| 1997–98   | 아인트라흐트 프랑크푸르트 | SC 프라이부르크             | 1. FC 뉘른베르크          |
| 1998–99   | 아르미니아 빌레펠트       | 운터하힝                    | 울름                      |
| 1999–2000 | 1. FC 쾰른                | 보훔                        | 에네르기 콧부스           |
| 2000–01   | 1. FC 뉘른베르크          | 묀헨글라트바흐              | 장크트파울리              |
| 2001–02   | 하노버 96                 | 아르미니아 빌레펠트         | 보훔                      |
| 2002–03   | SC 프라이부르크           | 1. FC 쾰른                  | 아인트라흐트 프랑크푸르트 |
| 2003–04   | 1. FC 뉘른베르크          | 아르미니아 빌레펠트         | 마인츠                    |
| 2004–05   | 1. FC 쾰른                | 뒤스부르크                  | 아인트라흐트 프랑크푸르트 |
| 2005–06   | 보훔                      | 알레마니아 아헨             | 에네르기 콧부스           |
| 2006–07   | 카를스루어                | 한자 로스토크               | 뒤스부르크                |
| 2007–08   | 묀헨글라트바흐            | 호펜하임                    | 1. FC 쾰른                |
| 2008–09   | SC 프라이부르크           | 마인츠                      | 1. FC 뉘른베르크          |
| 2009–10   | 카이저슬라우테른          | 장크트파울리                | 아우크스부르크            |
| 2010–11   | 헤르타 BSC                | 아우크스부르크              | 보훔                      |
| 2011–12   | 그로이터 퓌르트           | 아인트라흐트 프랑크푸르트   | 포르투나 뒤셀도르프       |
| 2012–13   | 헤르타 BSC                | 아인트라흐트 브라운슈바이크 | 카이저슬라우테른          |
| 2013–14   | 1. FC 쾰른                | SC 파더보른 07              | 그로이터 퓌르트           |
| 2014–15   | FC 잉골슈타트 04          | SV 다름슈타트 98            | 카를스루어 SC             |
| 2015–16   | SC 프라이부르크           | RB 라이프치히               | 뉘른베르크                |
| 2016-17   | VfB 슈투트가르트          | 하노버 96                   | 브라운슈바이크            |
| 2017-18   | 뒤셀도르프                | 뉘른베르크                  | 홀슈타인 킬               |
| 2018–19   | 1. FC 쾰른                | 파더보른                    | 우니온 베를린             |
| 2019-20   | 아르미니아 빌레펠트       | VfB 슈투트가르트            | 하이덴하임                |
| 2020-21   | VfL 보훔                  | 그로이터 퓌르트             | 홀슈타인 킬               |
| 2021–22   | 샬케 04                   | 베르더 브레멘               | 함부르크 SV               |
| 2022-23   | 하이덴하임                | SV 다름슈타트 98            | 함부르크 SV               |
| 2023-24   | 장크트파울리              | 홀슈타인 킬                 | 뒤셀도르프                |

- 굵은 글씨는 승격팀